# Садоводческие и огороднические некоммерческие товарищества

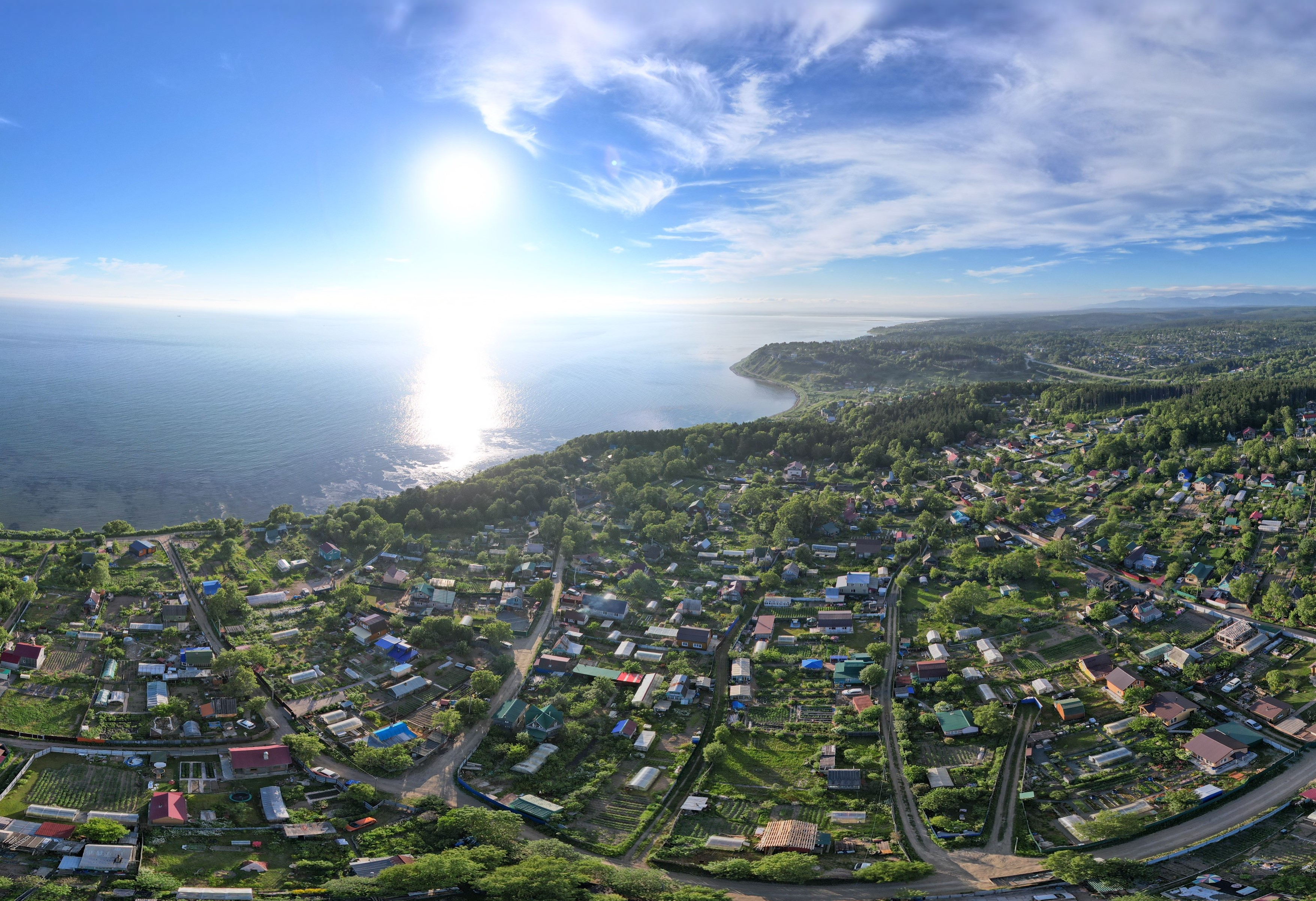
Садоводческие некоммерческие товарищества. о. Сахалин

Садово́дческие и огоро́днические некомме́рческие това́рищества (сокр.  СНТ, ОНТ) — некоммерческие организации в Российской Федерации, создаваемые гражданами на добровольных началах для совместного владения, пользования и в установленных федеральным законом пределах распоряжения гражданами имуществом общего пользования, находящимся в их общей долевой собственности или в общем пользовании, а также для следующих целей:
1. Создание благоприятных условий для ведения гражданами садоводства и огородничества (обеспечение тепловой и электрической энергией, водой, газом, водоотведения, обращения с твердыми коммунальными отходами, благоустройства и охраны территории садоводства или огородничества, обеспечение пожарной безопасности территории садоводства или огородничества и иные условия);
2. Содействие гражданам в освоении земельных участков в границах территории садоводства или огородничества;
3. Содействие членам товарищества во взаимодействии между собой и с третьими лицами, в том числе с органами государственной власти и органами местного самоуправления, а также защита их прав и законных интересов.

Наряду с товариществами собственников жилья являются видом товариществ собственников недвижимости.
Деятельность таких товариществ регулируется федеральным законом «О ведении гражданами садоводства и огородничества для собственных нужд и о внесении изменений в отдельные законодательные акты Российской Федерации» от 29 июля 2017 года № 217-ФЗ. Несмотря на статус некоммерческих организаций, с 15 декабря 2007 года на них не распространяется действие федерального закона «О некоммерческих организациях» от 12 января 1996 года № 7-ФЗ.
До 1 января 2019 года подчинялись нормам утратившего силу федерального закона «О садоводческих, огороднических и дачных некоммерческих объединениях граждан» от 15 апреля 1998 года № 66-ФЗ.

## Права на земельные участки
Права граждан на земельные участки, приобретённые ими, не зависят от членства в садоводческом, огородническом и дачном некоммерческом объединении. Такие объединения не несут ответственности за использование гражданами принадлежащих им участков и не вправе вмешиваться в деятельность граждан на своих участках.
Садоводческие, огороднические или дачные некоммерческие объединения обладают самостоятельными правами на земельные участки, предоставленные таким объединениям, как юридическим лицам, либо приобретённые ими. Члены таких объединений не имеют вещных прав на земельные участки, предоставленные объединению, как юридическому лицу.

## Органы управления в СНТ и ОНТ
1. Высший орган общее собрание членов товарищества
2. Председатель товарищества.
3. Правление товарищества.
4. Ревизионная комиссия

## Общее собрание членов товарищества
Голосовать на общем собрании могут как члены, так и не члены товарищества (индивидуалы). Однако кворум считается по членам товарищества. Для определения кворума необходим реестр членов товарищества. Например, председатель товарищества избирается 2/3 голосов от членов товарищества при кворуме не менее 50 % от количества членов товарищества.